# Mămăligă
Mămăligă () è un piatto simile alla polenta, preparato con farina di mais gialla. Tradizionale in Romania e Moldavia, è presente anche nel sud-ovest dell'Ucraina e tra la comunità polacca locale (dove è chiamato mamałyga), in Ungheria (puliszka), nelle zone costiere del Mar Nero di Georgia e Turchia, oltre che in Bulgaria (dove prende il nome di kačamak) e in Grecia.
È conosciuta anche in Italia, Svizzera, nel Sud della Francia, in Slovenia, Croazia e Brasile, spesso con il nome generico di polenta.

## Storia della mămăligă
La mămăligă è tradizionalmente un alimento tipico delle zone rurali meno agiate, dove veniva spesso utilizzata come sostituto del pane o come alimento principale per le popolazioni più indigenti. Negli ultimi decenni, però, questo piatto semplice ha acquisito nuova popolarità, entrando nei menù di ristoranti raffinati e diventando un elemento apprezzato della cucina gourmet.
Il mais, ingrediente principale della mămăligă moderna, era consumato anche dagli schiavi rom e dai musulmani nelle regioni della Valacchia e della Moldavia, in particolare dai prigionieri di guerra.
Storicamente, la pappa di cereali è la forma più antica di consumo di cereali da parte dell’umanità, antecedente di gran lunga alla comparsa del pane. In origine, i cereali impiegati per queste preparazioni erano vari, come il miglio e il farro. Prima dell’introduzione del mais in Europa nel XVI secolo, la mămăligă veniva preparata con farina di miglio, conosciuta dai romani come pulmentum.

### Introduzione del mais in Romania
Il mais fu introdotto in Europa nel XVI secolo, portato in Spagna da Hernán Cortés dopo la conquista del Messico, e si diffuse rapidamente nelle regioni europee più adatte alla sua coltivazione, come la Valle del Danubio.
Documenti storici attestano la presenza del mais a Timișoara, nella regione del Banato, già nel 1692. In Transilvania, il mais è chiamato "cucuruz", termine di origine slava che suggerisce scambi commerciali con mercanti serbi. Si ipotizza che l’introduzione del mais in Valacchia sia stata favorita da figure come Șerban Cantacuzino o Constantin Mavrocordat, mentre in Transilvania è attribuita a Maria Teresa d'Austria, e in Moldavia a Costantino X Ducas, dove il mais è noto come "păpușoi".
La mămăligă preparata con farina di miglio fu gradualmente sostituita da quella a base di mais, che divenne un alimento fondamentale soprattutto durante le carestie ricorrenti nei secoli XVII e XVIII.
Lo storico Nicolae Iorga documenta che i contadini delle Principauté rumene coltivavano già il mais a partire dalla prima metà del XVII secolo. Tuttavia, il console raguseo Etienne Ignace Raicevich, presente a Bucarest nella seconda metà del XVIII secolo, osservava che il mais era un alimento relativamente recente nella regione.
Oggi la versione preparata con farina di miglio, quasi scomparsa nel tempo, sta conoscendo una riscoperta in alcune zone dell’Europa occidentale.

## Preparazione

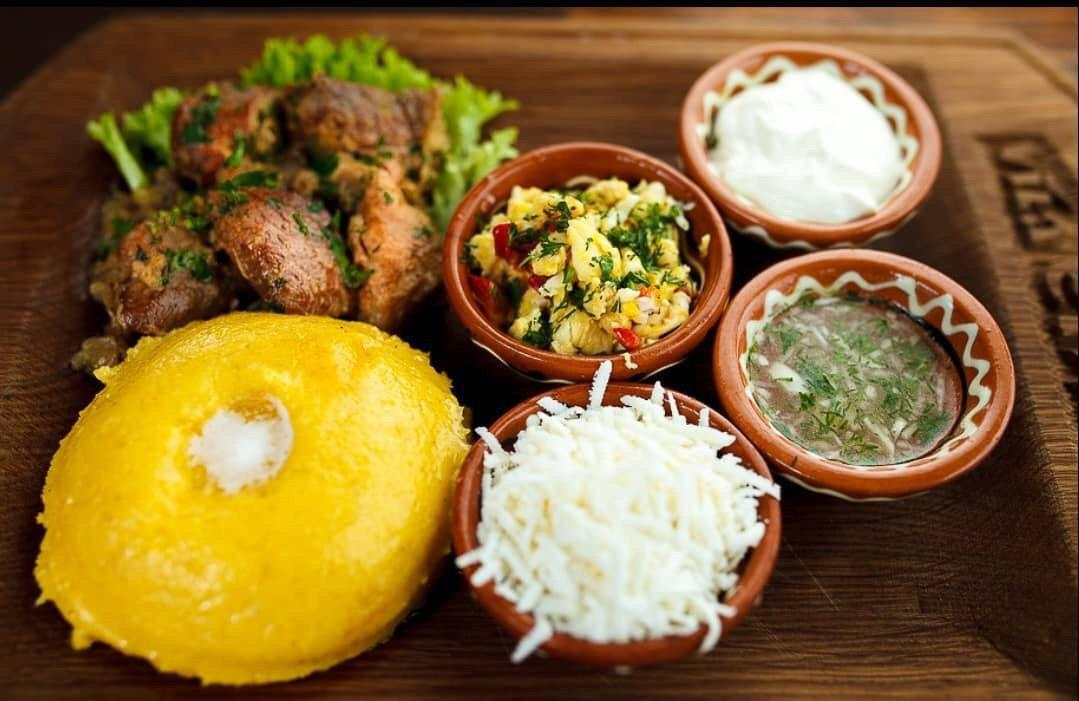
Mămăligă servita con insalata, formaggio e carne in Moldova

La mămăligă viene tradizionalmente preparata facendo bollire acqua, sale e farina di mais in un tipico paiolo in ghisa chiamato ceaun o tuci. Quando è cucinata nello stile contadino, come sostituto del pane, la sua consistenza è piuttosto compatta, al punto da poter essere tagliata a fette e servita come un pane rustico. In altri contesti, come contorno o piatto principale, può essere cucinata in modo più morbido, fino a raggiungere una consistenza simile a quella di una porridge.
A causa della sua tendenza ad aderire alle superfici metalliche, viene spesso tagliata con un filo da cucito, piuttosto che con un coltello. Le fette così ottenute possono essere consumate direttamente con le mani, secondo la tradizione popolare.
La mămăligă è un alimento estremamente versatile. Può essere servita con latte, burro, formaggi locali (come brânză de burduf o cașcaval), uova, salsicce, pancetta, funghi, prosciutto o pesce. In molte regioni, è abbinata a panna acida e formaggi fermentati, mentre in Ungheria (dove prende il nome di puliszka) è diffusa anche la versione dolce con marmellata.
Dal punto di vista nutrizionale, la mămăligă è priva di colesterolo, povera di grassi e ricca di fibra alimentare, rappresentando una valida alternativa ai carboidrati raffinati come il pane bianco, la pasta o il riso brillato.

### Servizio e abbinamenti
La mămăligă viene spesso servita accompagnata da panna acida e formaggio (mămăligă cu brânză și smântână), oppure sbriciolata in una ciotola di latte caldo (mămăligă cu lapte). In alcune preparazioni, le fette di mămăligă vengono fritte in padella con olio o strutto, ottenendo una consistenza croccante.
Nella cucina tradizionale della Moldavia, viene comunemente servita come contorno a piatti di carne, in particolare maiale o pesce fritto, accompagnata da mujdei, una salsa rustica a base di aglio tritato e olio.
Quando viene preparata con una consistenza più solida, viene tagliata usando un filo da cucito o uno spago, per evitare che si attacchi alla lama di un coltello.

### Piatti a base di mămăligă
Poiché la mămăligă può essere utilizzata come alternativa al pane in molte preparazioni tipiche della cucina romena e della cucina moldava, esistono numerosi piatti che la vedono protagonista, sia come ingrediente principale sia come contorno.
Tra i più diffusi vi è sicuramente il piatto di sarmale (involtini di cavolo o foglie di vite ripieni), spesso serviti con mămăligă come accompagnamento.
Un altro piatto tradizionale molto apprezzato è il bulzul, preparato con mămăligă farcita con formaggio e burro, poi arrostita o cotta al forno.

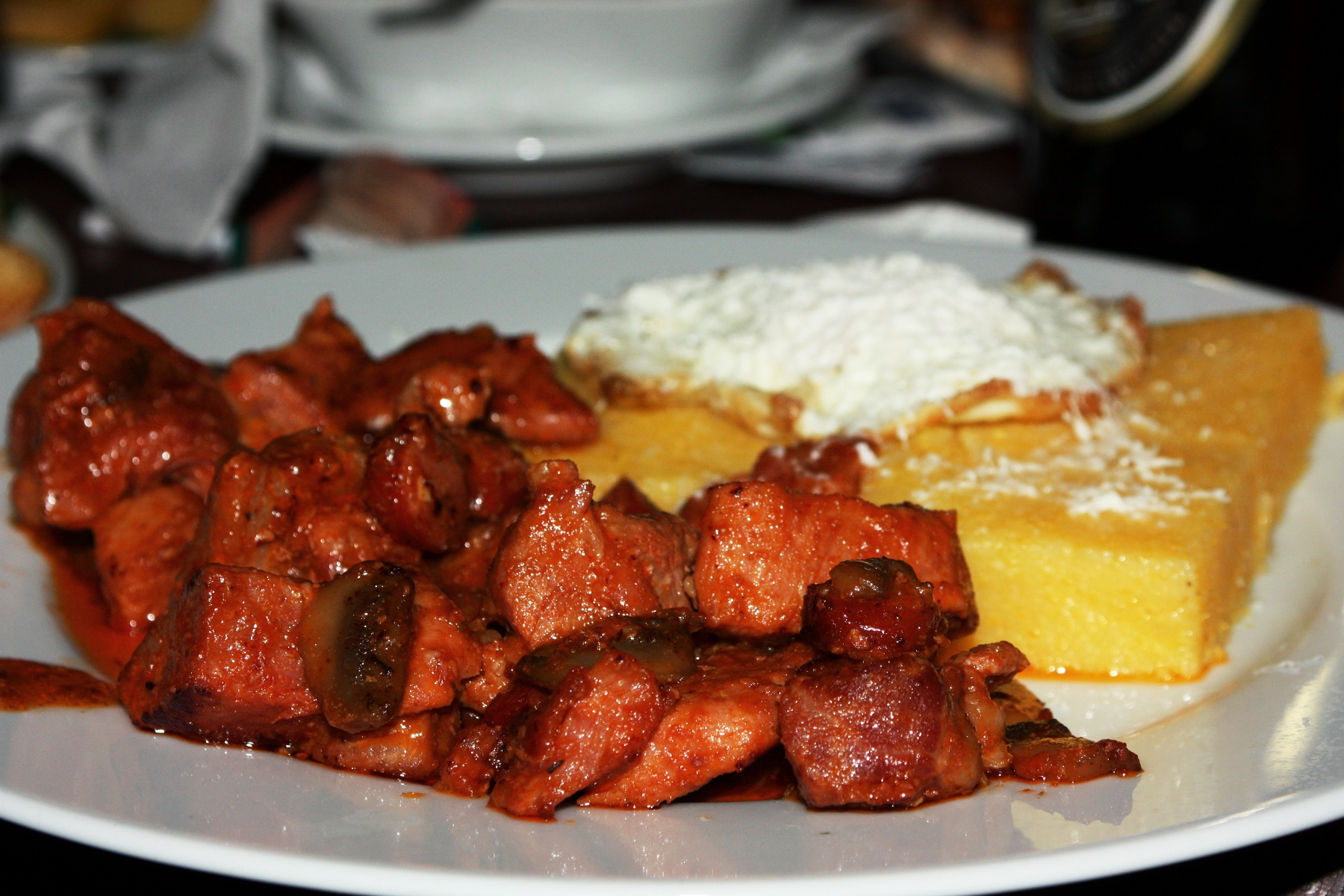
Tochitură moldava con mămăligă, formaggio e uova

Un piatto affine, ma più elaborato, è il balmoș (o balmuș). A differenza della mămăligă classica, in cui la farina di mais viene bollita in acqua, per il balmoș la farina viene cotta in latte di pecora. Durante la preparazione vengono aggiunti altri ingredienti come burro, panna acida, telemea (un tipo di formaggio feta), caș (formaggio fresco cagliato di pecora, noto anche come "formaggio verde"), e urdă (simile alla ricotta). Il balmoș è una specialità pastorale di origine antica, un tempo diffusa tra i pastori romeni. Oggi, tuttavia, sono sempre meno le persone che conoscono la preparazione autentica di questo piatto.

### Piatti simili nel resto del Mondo
Una pietanza analoga alla mămăligă in alcune regioni degli Stati Uniti è il cornmeal mush, mentre nel sud del paese è diffusa una variante nota come grits.
In Serbia e Bulgaria, un piatto molto simile è chiamato kačamak (качамак / kačamak in serbo, качамак in bulgaro), generalmente servito con formaggio in salamoia o ciccioli di maiale.
Nella regione dei Balcani, piatti equivalenti sono noti con diversi nomi: in Bosnia ed Erzegovina, Croazia (dove è chiamata anche polenta o palenta), Serbia (anche kačamak) e Montenegro, è comunemente chiamata pura. In Macedonia del Nord è nota come bakrdan (бакрдан), mentre in Slovenia prende il nome di polenta.
In Ungheria è conosciuta come puliszka e viene tradizionalmente consumata sia in versione salata che dolce. Altri nomi includono kukoricamálé, kukoricagánica o ganca.
I Sassoni di Transilvania si riferiscono a una pietanza simile con il termine palukes, presente nella loro cucina tradizionale.
In Turchia viene talvolta chiamata mamaliga o kaçamak. Un piatto affine, noto come kuymak o muhlama, è tipico della regione del Mar Nero, ma è oggi diffuso anche in molte città grazie alla presenza di ristoranti regionali.
Una variante moderna è la Broccoliga, che consiste in una miscela di polenta e broccoli, arricchita con formaggio cheddar ed erbe aromatiche.
In molte cucine del Caucaso esistono preparazioni simili, conosciute con differenti nomi locali: in abcaso: абысҭа (abysta), adighè: мамрыс (mamrys), georgiano: ღომი (ghomi), inguscio: журан-худар (zhuran-khudar), in ceceno ah'ar-hudar o zhuran-hudar, in nogai мамырза (mamyrza), e in osseto сир, сорсерæ (sir, sorsera).
Una preparazione affine è anche presente nei Caraibi: a Barbados è nota come cou-cou, mentre ad Antigua e Barbuda e in altre isole Sopravento prende il nome di fungi.
Preparazioni simili sono diffuse in tutta l’Africa, dove si utilizza spesso farina di mais bianca anziché gialla. Ogni paese ha un proprio nome per indicare il piatto:
- Akamu – Igbo, Nigeria
- Arega - Kenya, Luo
- Bando - Soga, Uganda
- Bidia – RD Congo[7]
- Bogobe/Phaletšhe – Botswana, Sudafrica
- Bugali – Burundi, RD Congo, Sudan, Sud Sudan Ruanda
- Buhobe – Lozi
- Buru – Kenya, Luo
- Busima - Bagisu, Uganda
- Chenge – Kenya, Luo
- Chima – Mozambico
- Couscous de Cameroon – Camerun
- Dona
- Fitah - Sudan, Sud Sudan, Congo
- Fufu - Sierra Leone
- Isitshwala – Botswana, Ndebele
- Kawunga - Ganda, Uganda
- Kimnyet – Kalenjin, Kenya
- Kuon – Kenya, Luo
- Kwen wunga - Alur, Uganda
- Lipalishi – Eswatini
- Mielie pap – Lesotho, Sudafrica
- Mogo – Kenya, Luo
- Moteke – RD Congo
- Mutuku – Sudafrica
- Nfundi – Congo
- Ngima – Kamba, Kenya, Kikuyu
- Nkima – Kenya, Meru
- Nshima- regione Kasai, RD Congo
- Nsima – Malawi, Zambia
- Obusuma – Kenya, Nyole
- Ogi – Nigeria, Yoruba
- Oshifima – Namibia
- Pap – Namibia, Sudafrica
- Papa – Lesotho, Sudafrica
- Phaletšhe – Botswana
- Phuthu – Sudafrica
- Posho – Uganda
- Poshto – Uganda
- Saab – Ghana, Kusasi
- Sadza – Shona e Kalanga, Zimbabwe e Botswana
- Sakora – Nigeria
- Sakoro – Ghana
- Sembe - Tanzania
- Sembe – Kenya
- Shadza – Kalanga, Botswana
- Shishima - Zambia
- Sima – Chewa, Tumbuka, e Ngoni
- Soor – Somalia, Zambia
- Tuozafi (o T.Z.) – Ghana
- Ubugali – Ruanda
- Ubwali – Bemba
- Ugali – Kenya, Malawi, Mozambico, Tanzania, Uganda, Yao
- Um'ratha – Ndebele
- Upswa – Mozambico
- Vbogobe – Sotho, Tswana
- Vhuswa – Venda
- Xima – Mozambico